# Акжаркин
Акжарки́н (каз. Ақжарқын) — село у складі Акжарського району Північноказахстанської області Казахстану. Адміністративний центр Акжаркинського сільського округу.
Населення — 468 осіб (2021; 699 у 2009, 850 у 1999, 955 у 1989).
Національний склад станом на 1989 рік:
- росіяни — 42 %.

До 2009 року село називалось Совхозне.